# Maria Amalia von Sachsen (1724–1760)

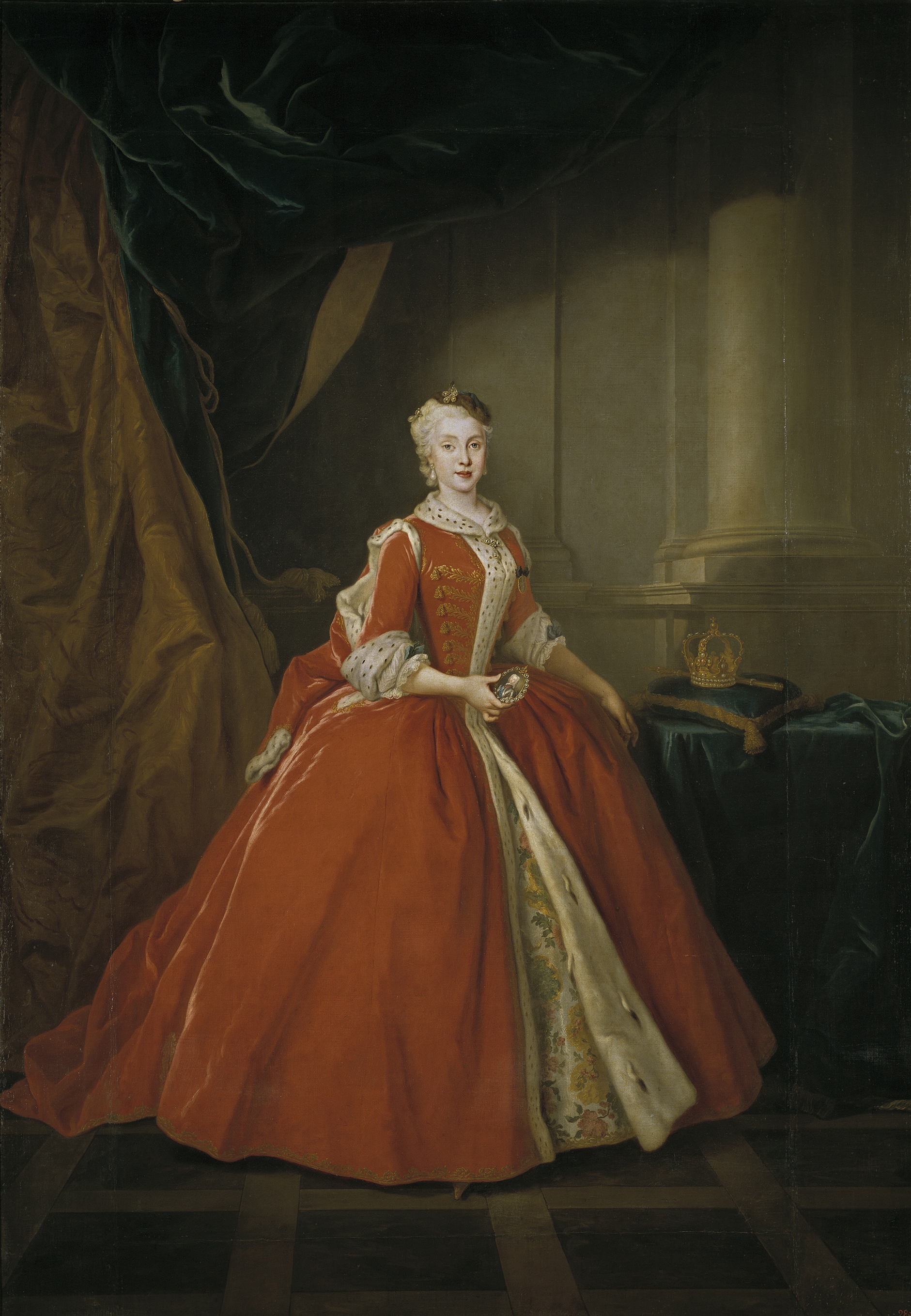
Maria Amalia von Sachsen, Königin von Neapel-Sizilien (1738), Porträt von Louis de Silvestre

Maria Amalia von Sachsen (spanisch: María Amalia de Sajonia) (* 24. November 1724 in Dresden; † 27. September 1760 in Madrid) war eine königliche Prinzessin von Polen und kurfürstliche Prinzessin von Sachsen. Als Gattin Karls III. war sie von 1738 bis 1759 Königin von Neapel-Sizilien sowie von 1759 bis zu ihrem Tod Königin von Spanien. Sie verbrachte den Großteil ihres Lebens im süditalienischen Königreich, das ihr zur zweiten Heimat wurde. Mit ihrem Gatten hatte sie dreizehn Kinder, darunter die späteren Könige von Spanien, Karl IV., und Neapel-Sizilien, Ferdinand I. Sie führte eine sehr harmonische Ehe und besaß einen großen Einfluss auf die Politik. Als ihr Gatte 1759 spanischer König wurde, verließ sie Neapel nur ungern, fühlte sich in Spanien nicht wohl und starb bereits ein Jahr später.

## Leben

### Kindheit und Jugend in Dresden und Warschau
Maria Amalia Christina Franziska Xaviera Flora Walburga wurde als älteste die Kindheit überlebende Tochter von Kurfürst Friedrich August II. von Sachsen, König von Polen, und Maria Josepha von Österreich, älteste Tochter von Kaiser Joseph I., geboren. Benannt wurde sie nach ihrer Tante Maria Amalia von Österreich (1701–1756), die durch Heirat Kurfürstin von Bayern wurde. Maria Amalia hatte zahlreiche Geschwister, wuchs in ihrer frühen Kindheit am Dresdner Hof auf und wurde in Fremdsprachen, Mathematik, Fremdkulturen sowie in Theater und Tanzen unterrichtet. Im Sommer wohnte sie oft im Schloss Pillnitz. Wie alle ihre Geschwister lernte sie die strenge Etikette, die ihre Mutter ihnen zuwies. Maria Josepha nahm ihre Kinder aber auch auf die Jagd mit, die sie mit vielen ihrer Kinder als Leidenschaft teilte. Als ihr Vater 1733 polnischer König wurde, zog Maria Amalia mit ihrer Familie nach Warschau.

### Heiratspläne
Maria Amalia war nicht die erste Wahl ihres späteren Gatten Karl, der zum Zeitpunkt ihrer Heirat König von Neapel und Sizilien war und 1759 als König Karl III. den spanischen Thron besteigen sollte. Er war ein Sohn des Königs Philipp V. de Borbón und dessen Gattin Elisabetta Farnese. 1736 ersuchte er als 20-Jähriger seine Eltern, eine Gattin für ihn zu suchen. Der Graf von Fuenclara reiste deshalb zur Brautwerbung nach Wien. Er sollte eine Ehe Karls mit Maria Anna, der zweiten Tochter Kaiser Karls VI., aushandeln. Der Kaiser verweigerte aber seine Zustimmung zu diesem Eheprojekt. Daraufhin wurden andere Prinzessinnen als Heiratskandidatinnen in Aussicht genommen. Unter anderem war die Vermählung Karls mit Louise Élisabeth, einer Tochter des französischen Königs Ludwig XV., im Gespräch. Auch dieses Heiratsprojekt kam nicht zustande. Schließlich schlug Wilhelmine Amalie von Braunschweig-Lüneburg, die Witwe Kaiser Josephs I., ihre Enkelin Maria Amalia als Ehekandidatin vor. Trotz anfänglicher Bedenken wegen des jungen Alters der potentiellen Braut entschied sich Karl auf Empfehlung Fuenclaras nach Rücksprache mit seinen Eltern im August 1737, Maria Amalia zu ehelichen. Auch die sächsische Prinzessin willigte ein.

### Heirat mit Karl
Am 1. Dezember 1737 erteilte Papst Clemens XII. die aufgrund der zu engen Verwandtschaft Maria Amalias und Karls notwendige Dispens für die geplante Ehe. Der Graf von Fuenclara, spanischer Botschafter in Wien, handelte für Karl den Ehevertrag aus, der am 16. Dezember 1737 in Wien unterzeichnet wurde. Ein von Maria Amalia angefertigtes Porträt wurde Karl zugeschickt, der seine Braut, nachdem er sich ihr Bildnis angeschaut hatte, als schön und für ihr Alter groß und wohlproportioniert bezeichnete. Ein weiteres, von Louis de Silvestre geschaffenes Ganzkörperporträt der sächsischen Prinzessin in rotem Kleid und ein Miniaturbild ihres Bräutigams in der rechten Hand haltend wurde dem spanischen Königspaar, ihren künftigen Schwiegereltern, zugeschickt, die sich ebenfalls begeistert über ihre Anmut zeigten. Fuenclara berichtete Karl von einem Gespräch, das er mit Maria Amalia im März 1738 geführt hatte. In dieser Unterhaltung bemerkte sie, dass sie sich freue, dass Karl Latein, Französisch und Italienisch spreche, da sie diese Sprachen auch beherrsche, und außerdem teile sie mit ihrem Bräutigam die Jagdleidenschaft.
Am 8. Mai 1738 fand Maria Amalias Hochzeit per procurationem in Dresden statt, wobei ihr älterer Bruder Friedrich Christian die Stelle des Bräutigams einnahm. Sie war damals erst 13 Jahre alt. Die Trennung von ihrem Vater fiel ihr schwer, als sie nun in Begleitung ihres Bruders die Reise zu Karl nach Neapel antrat. Während ihrer Route durch kaiserliches Gebiet boten ihr Adlige ein unterhaltendes Programm. Nach ihrem Eintreffen in Italien stieß sie auf einen ihr von Karl entgegengeschickten Hochzeitszug. Sie schrieb ihrem Bräutigam Briefe, in denen sie ihre Freude ausdrückte, ihn bald zu treffen. Am 19. Juni 1738 begegnete sie Karl erstmals in Portella, einem an der Grenze seines Königreichs nahe Fondi gelegenem Dorf. Ihre persönliche Hochzeit fand noch am gleichen Tag statt. In einem damals an seine Eltern geschriebenen Brief schildert Karl das Treffen mit Maria Amalia und ihre gemeinsame Weiterreise in einer Postkutsche nach Gaeta. Sie hielten am 4. Juli 1738 ihren feierlichen Einzug in Neapel, wo sie von einer großen Menschenmenge jubelnd empfangen wurden. Ein anonymer zeitgenössischer Chronist notierte ihre dabei gezeigte fröhliche Haltung. In der Folge fanden große Feierlichkeiten statt. Zum Gedenken an seine Hochzeit mit Maria Amalia gründete Karl Anfang Juli 1738 den Januariusorden.

### Königin von Neapel-Sizilien

#### Familienleben und Kinder

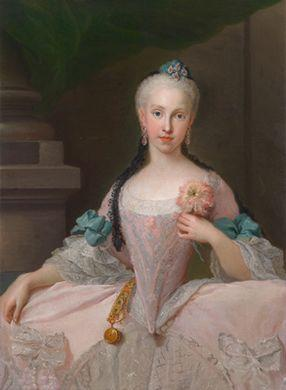
Maria Amalia von Sachsen, Königin von Neapel und Sizilien (1740)

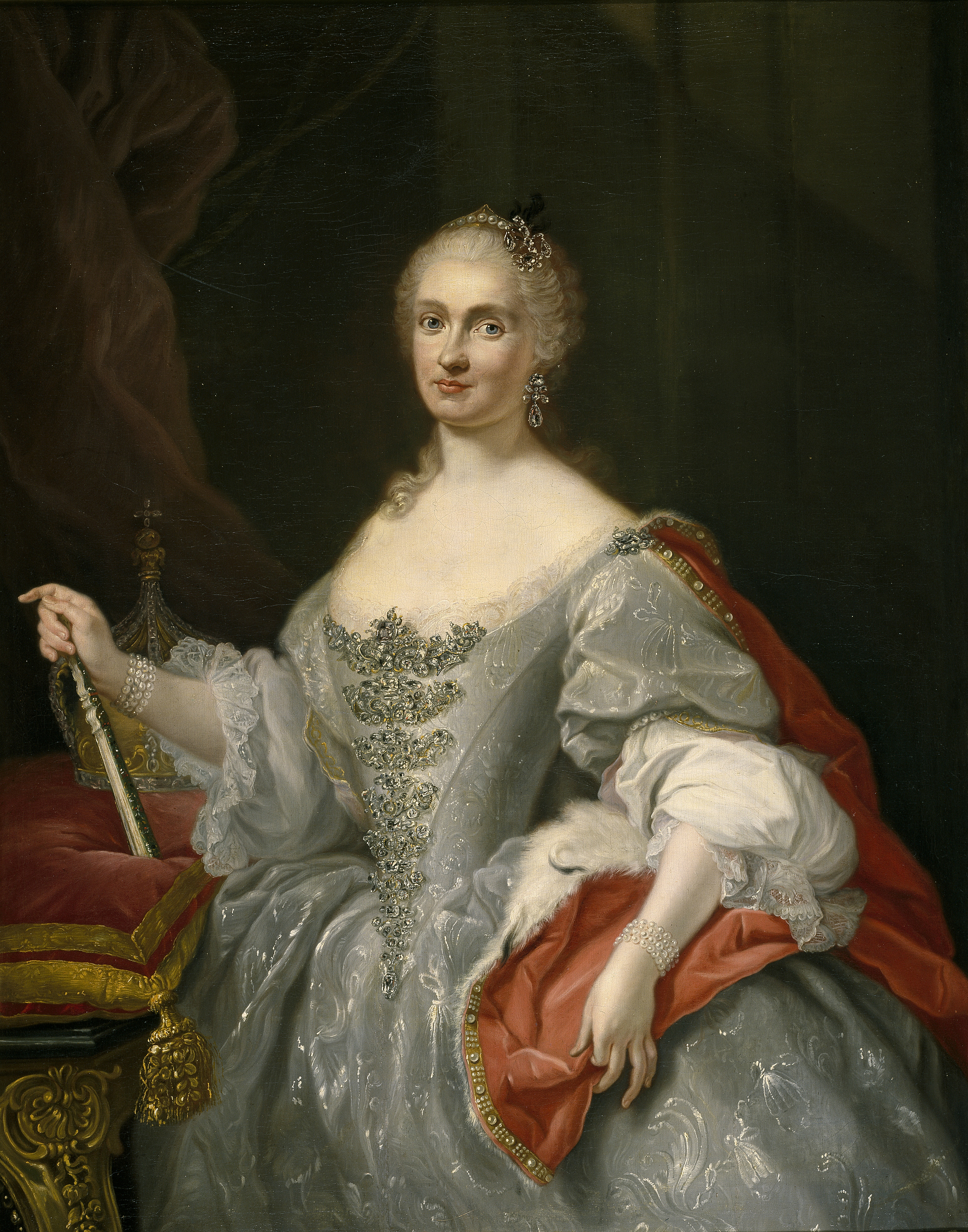
Maria Amalia als Königin von Neapel und Sizilien

Obwohl es eine arrangierte Ehe war, standen sich Karl und Maria Amalia sehr nahe. Nach den Berichten der Schwiegermutter war Karl sehr überrascht und beeindruckt über das sichere Auftreten seiner Gemahlin. In Briefen an seine Eltern notierte er, dass sie viel schöner als auf dem ihm überbrachten Porträt und sehr temperamentvoll sei. Sie wurde als geschickte Reiterin beschrieben und begleitete Karl auf seinen Jagden. Beide Ehepartner beteuerten, dass sie sehr verliebt ineinander seien. Nach dem Bericht von Fernán Núñez war Maria Amalia freundlich und wohltätig, doch habe ihr heftiges Temperament diese guten Eigenschaften bisweilen überschattet, was sie dann bereut habe. Ihr Ehemann habe ihre Charaktermängel korrigieren wollen und sie Mäßigung und Sanftmut gelehrt.
Das neapolitanische Königspaar war sehr fromm und verehrte insbesondere die Jungfrau Maria und den heiligen Januarius, Schutzpatron von Neapel. Es besaß eine schöne Weihnachtskrippe, die es 1759 bei seiner Übersiedlung nach Madrid mitnahm. Maria Amalia, die auch die heilige Teresa von Ávila sehr verehrte, betete und meditierte öfters in einer kleinen, schlichten Kapelle. Sie und ihr Gatte führten ein einfaches Familienleben, unternahmen gern Ausflüge zum Jagen und Angeln und präferierten, lange Aufenthalte vor allem in Portici einzulegen. Bei Spaziergängen entlang des Meeres sammelte die Königin, die eine starke Raucherin war, Muscheln und hielt als Haustiere Hunde, aber auch exotische Tiere wie Papageien und Affen.
Mit ihrem Gemahl bekam Maria Amalia zwischen 1740 und 1757 sechs Söhne und sieben Töchter, doch erreichten von ihren Kindern nur sieben das Erwachsenenalter (siehe Kapitel Nachkommen). Nach der Geburt von fünf Töchtern kam 1747 der Sohn Felipe Antonio zur Welt, dessen geistige Behinderung seinen Eltern Kummer bereitete; er wurde 1759 wegen Regierungsunfähigkeit von der Thronfolge ausgeschlossen. So wurde der ein Jahr später geborene Karl (IV.) Kronprinz. Der dritte Sohn Ferdinand folgte seinem Vater Karl 1759 als sizilischer König. Die drei jüngsten Söhne Maria Amalias lebten als Infanten überwiegend am spanischen Hof. Von den Töchtern starben fünf jung; Maria Ludovica wurde später deutsche Kaiserin. Maria Amalia und Karl legten großen Wert auf die Erziehung ihrer Kinder und behandelten sie liebevoll, aber nötigenfalls auch streng.

#### Politischer Einfluss
Als Königin übte Maria Amalia großen Einfluss auf die Politik aus und nahm aktiv an Staatsangelegenheiten teil. So trug sie wesentlich zur Beendigung der Karrieren einiger hochrangiger Politiker bei, die sie nicht mochte, wie zum Beispiel Manuel de Benavides y Aragón, Graf von Santisteban (August 1738); José Joaquín de Montealegre, Marqués de Salas (1746); und Giovanni Fogliani Sforza d’Aragona, Marchese di Pellegrino. Letzterer musste 1755 sein Amt als Premierminister u. a. deshalb niederlegen, weil er die Unterstützung der Königin verloren hatte; er wurde danach zum Vizekönig Siziliens ernannt.
Nach der Geburt ihres ältesten Sohnes Felipe (1747) erhielt Maria Amalia einen Platz im Staatsrat. Wie ihre Nachfolgerin Maria Karolina von Österreich war sie gegen den Einfluss Spaniens auf Neapel und Sizilien. Im Jahr 1742 wirkte sie auf ihren Gatten ein, entgegen Spaniens Willen während des Österreichischen Erbfolgekrieges vorerst weiterhin neutral zu bleiben; drohte doch die britische, das Mittelmeer beherrschende Flotte im August 1742, Neapel zu bombardieren. 1744 trat Karl aber an der Seite Spaniens in den Krieg ein und konnte ein gegen Neapel vorrückendes österreichisches Heer unter Feldmarschall Lobkowitz in der Schlacht von Velletri (August 1744) schlagen.
Nach dem Tod König Philipps V. im Juli 1746 verringerte sich der Einfluss Spaniens und insbesondere jener der Königinmutter Elisabetta Farnese auf die Politik des Königreichs Neapel-Sizilien deutlich. Maria Amalia stand aber weiterhin unter dem Einfluss einiger ihrer Favoriten, von denen vor allem Anna Francesca Pinelli, Prinzessin von Belmonte, und Zenobia Revertera, Herzogin von Castropignano, zu größerer Macht gelangten. So wurde Maria Amalia in Hofintrigen verstrickt. Gegen ihre Fraktion formierte sich die von Juan Miranda angeführte spanische Partei. Außenpolitisch stand die Königin Frankreich und Österreich eher ablehnend gegenüber, was den Interessen Englands nutzte.
So betrieb Maria Amalia während ihrer letzten Jahre in Neapel eine probritische Politik und unterstützte 1754 die Berufung von Bernardo Tanucci zum Außenminister, um die gefährdete Thronfolge ihrer Kinder zu sichern. Eine Klausel des Vertrags von Aachen (1748) sah nämlich vor, dass Karl den Thron von Neapel-Sizilien nicht an einen seiner Söhne weitergeben durfte, wenn er nach dem Tod seines Halbbruders Ferdinand VI. spanischer König würde. Von der Königin beauftragt, gelang Tanucci als geschicktem Verhandler in der Tat die Aufhebung der für die Thronfolge ihrer Kinder schädlichen Klausel. María de los Ángeles Pérez Samper bestreitet allerdings, dass Maria Amalias politischer Einfluss wirklich ausschlaggebend war, da Karl nicht bereit gewesen sei, sich Entscheidungen einer Frau unterzuordnen.
Maria Amalia spielte eine wichtige Rolle beim Bau des Palastes von Caserta, für den sie den Grundstein legte. Jedoch verließ sie Neapel vor der Fertigstellung, so dass sie den Palast nie bewohnte.

### Königin von Spanien
Der spanische König Ferdinand VI. ernannte seinen Halbbruder Karl am 10. Dezember 1758 zu seinem Nachfolger und starb am 10. August 1759. Als Karl III. wurde daher Karl neuer spanischer Monarch und seine Gattin Maria Amalia spanische Königin. Am 6. Oktober 1759 dankte Karl als König von Neapel-Sizilien ab, ernannte seinen dritten, noch minderjährigen Sohn Ferdinand zum Nachfolger und setzte einen von Bernardo Tanucci geleiteten Regentschaftsrat für ihn ein. Er ließ außer Ferdinand auch seinen ältesten, regierungsunfähigen Sohn Felipe Antonio in Süditalien zurück und schiffte sich mit Maria Amalia und seinen übrigen noch lebenden Kindern Maria Josefa, Maria Ludovica, Karl (IV.), Gabriel, Antonio und Francisco Javier nach Spanien ein. Am 17. Oktober 1759 landete die Königsfamilie in Barcelona und wurde von den Katalanen mit Applaus begrüßt. Von dort reiste sie nach Saragossa weiter, wo eine Erkrankung Maria Amalias und einiger ihrer Kinder sie zwang, einige Wochen zu bleiben. Erst am 9. Dezember 1759 gelangten Karl III. und seine Familie nach Madrid und wurden von der von Ferdinand VI. aus der Politik verbannten Königinmutter Elisabetta Farnese im Palast Buen Retiro empfangen. Hier nahmen sie im Winter 1759/60 ihren Wohnsitz und übersiedelten im Frühjahr 1760 nach Aranjuez.
Maria Amalia war über den Umzug nach Spanien unglücklich und konnte sich mit ihrem nunmehrigen Leben auf der Iberischen Halbinsel nicht anfreunden. Die Lebensbedingungen in den Städten und Dörfern Spaniens waren wesentlich kärglicher als in Italien. Madrid galt als eine der schmutzigsten Städte Europas und besaß keine Kanalisation und Straßenbeleuchtung. Auch existierten hier kaum urbane Dienstleistungen. Von Madrid aus führte Maria Amalia eine umfangreiche Korrespondenz mit Tanucci und beklagte sich in den ihm geschickten Briefen über die Verhältnisse in Spanien und am Madrider Hof. Sie bezeichnete die spanische Hauptstadt als „das Palästina oder Babylon des Westens“. Ihre Kritik war zutreffend, da viele ausländische Reiseberichte der damaligen Zeit Madrid ein wesentlich schlechteres Zeugnis als anderen europäischen Großstädten ausstellten. Die Königin hatte nie Spanisch lernen wollen, verachtete die Hofintrigen, hielt die Hofdamen für äußerst ungebildet und hegte eine Abneigung gegen ihre spanischen Untertanen, die ihrer Meinung nach ungehobelt und unzuverlässig waren.
Mit ihrer Schwiegermutter Elisabetta Farnese verstand sich Maria Amalia nicht gut, doch die beiden Frauen trugen ihren Konflikt aus Staatsräson nicht offen aus. Maria Amalia machte ihre Schwiegermutter für die schwierige Lage Spaniens, die durch die verschwenderische Lebensart des Hofs verschärft wurde, verantwortlich und hielt sie für unfähig, den Wert des Geldes zu erkennen und ein mächtiges Reich wie Spanien zu regieren. Elisabetta Farnese zog sich schließlich nach Schloss Granja de San Ildefonso zurück.

### Tod

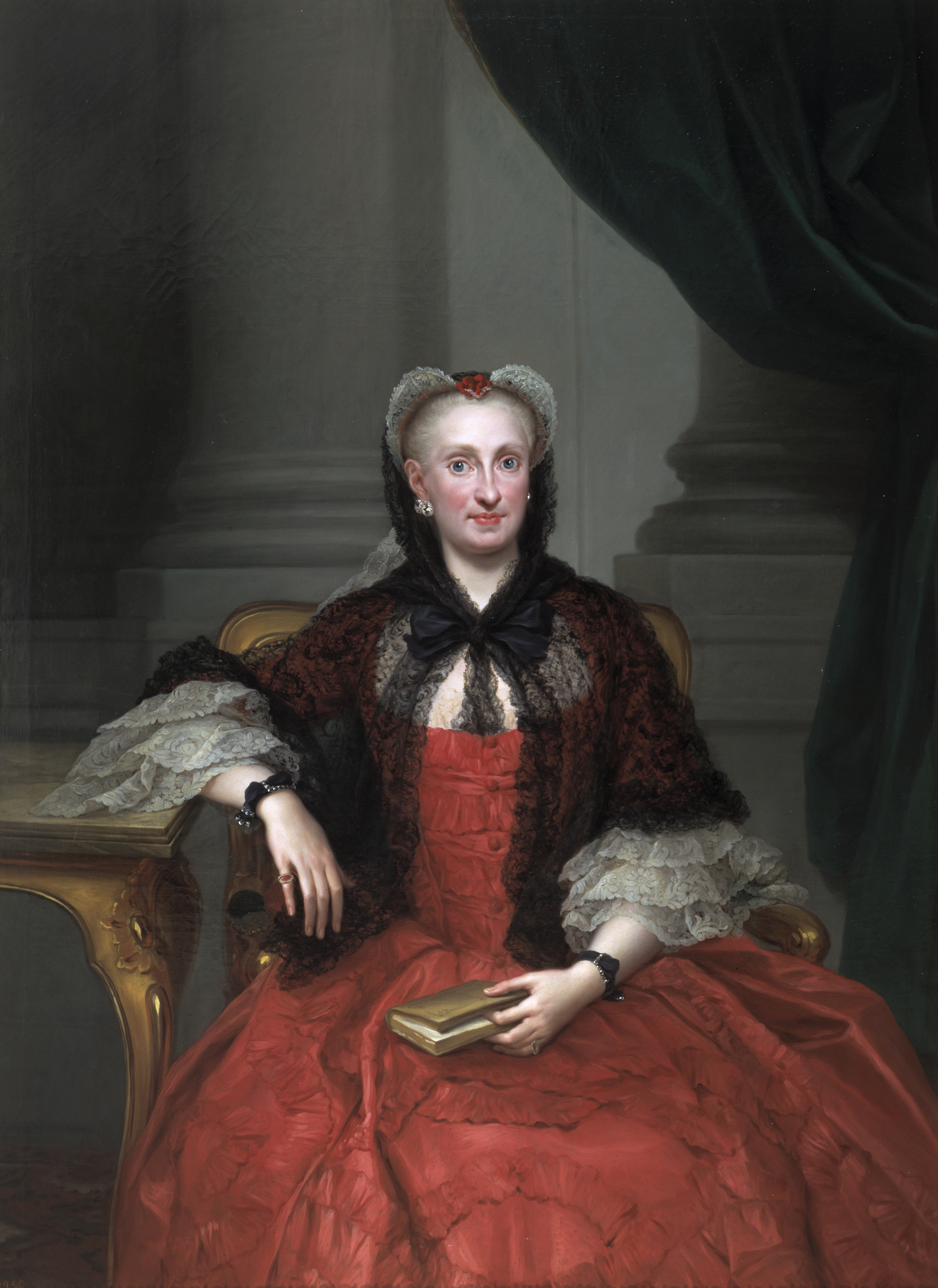
Maria Amalia von Sachsen, postum gemalt 1761 von Anton Raphael Mengs

Unter ihren 13 Geburten hatte Maria Amalias Gesundheit gelitten. Sie hatte ihre frühere Fröhlichkeit verloren und war depressiv und verbittert geworden. Unbehandelte Katarrhe, unter denen sie in Caserta gelitten hatte, häufige Aderlässe, die Folgen eines Sturzes vom Pferd in Procida und ihr starker Tabakkonsum hatten ihren Gesundheitszustand weiter verschlechtert.
Als politisch kluge Frau vertrat Maria Amalia die – in Briefen an Tanucci mitgeteilte – Auffassung, dass ihr Gatte die Neutralitätspolitik Ferdinands VI. im Siebenjährigen Krieg fortsetzen sollte, welchen Rat Karl III. nach ihrem Tod nicht einhielt. Von Aranjuez kehrte Maria Amalia mit ihrer Familie im Juni 1760 nach Madrid zurück. Nun beging Karl III. offiziell seine Thronbesteigung, indem er am 13. Juli seinen feierlichen Einzug in die Hauptstadt hielt. Dann residierte die Königsfamilie in La Granja de San Ildefonso, als Maria Amalia ernsthaft krank wurde. Sie begaben sich am 11. September 1760 wieder nach Madrid, wo die Königin am 27. September 1760 im Alter von 35 Jahren im Palast Buen Retiro an einer pleuropulmonalen Erkrankung starb. Sie wurde im Pantheon der Könige des Klosters El Escorial bestattet. König Karl III. war über den Tod seiner Gemahlin tief erschüttert und schwor, nie wieder zu heiraten. Dieses Versprechen hielt er auch ein.

## Nachkommen
Der älteste Sohn Maria Amalias, Felipe Antonio, litt an Hirnschäden, die ihn sowohl regierungs-, als auch fortpflanzungsunfähig machten, und starb elf Jahre vor seinem Vater Karl III. Deshalb folgte Felipes nächstjüngerer Bruder Karl IV. seinem Vater auf den Thron.
Insgesamt bekam Maria Amalia mit ihrem Ehemann Karl III. in den ersten 19 Ehejahren folgende 13 Kinder:
- María Isabel (* 6. September 1740; † 2. November 1742)
- María Josefa Antonia (* 20. Januar 1742; † 1. April 1742)
- María Isabel Ana (* 30. April 1743; † 5. März 1749)
- Maria Josefa (* 6. Juli 1744; † 8. Dezember 1801)
- Maria Ludovica (* 24. November 1745; † 15. Mai 1792), ⚭ 1765 Kaiser Leopold II., Kaiser des Heiligen Römischen Reiches Deutscher Nation
- Felipe Antonio (* 13. Juni 1747; † 19. September 1777), Herzog von Kalabrien
- Karl IV. (* 11. November 1748; † 19. Januar 1819), König von Spanien ⚭ 1765 Maria Luise von Bourbon-Parma (1751–1819)
- María Teresa (* 2. Dezember 1749; † 2. Mai 1750)
- Ferdinand I. (* 12. Januar 1751; † 4. Januar 1825), König beider Sizilien, ⚭ 1768 Maria Karolina von Österreich (1752–1814)
- Gabriel Antonio (* 12. Mai 1752; † 23. November 1788), ⚭ 1785 Maria Anna von Portugal (1768–1788)
- María Ana (* 3. Juli 1754; † 11. Mai 1755)
- Antonio Pascual (* 31. Dezember 1755; † 20. April 1817), ⚭ 1795 Maria Amalia de Borbón (1779–1798)
- Francisco Javier (* 15. Februar 1757; † 10. April 1771)

## Wappen

Wappen der Königin Maria Amalia von Spanien, Prinzessin von Sachsen
Wappen der Königin Maria Amalia von Neapel und Sizilien, Prinzessin von Sachsen

## Vorfahren
| Ahnentafel Maria Amalia von Sachsen | Ahnentafel Maria Amalia von Sachsen                                                                 | Ahnentafel Maria Amalia von Sachsen                                                             | Ahnentafel Maria Amalia von Sachsen                                                                           | Ahnentafel Maria Amalia von Sachsen                                                                           | Ahnentafel Maria Amalia von Sachsen                                                         | Ahnentafel Maria Amalia von Sachsen                                                                         | Ahnentafel Maria Amalia von Sachsen                                                                                 | Ahnentafel Maria Amalia von Sachsen                                                                                 |
| ----------------------------------- | --------------------------------------------------------------------------------------------------- | ----------------------------------------------------------------------------------------------- | --- | --- | ------------------------------------------------------------------------------------------- | --- | --- | --- |
| Ururgroßeltern                      | Kurfürst Johann Georg II. (1613–1680) ⚭ 1638 Magdalena Sibylle von Brandenburg-Bayreuth (1612–1687) | König Friedrich III. (1609–1670) ⚭ 1643 Sophie Amalie von Braunschweig-Calenberg (1628–1685)    | Erdmann August von Brandenburg-Bayreuth (1615–1651) ⚭ 1641 Sophie von Brandenburg-Ansbach (1614–1646)         | Herzog Eberhard III. (1614–1674) ⚭ 1637 Anna Katharina Dorothea von Salm-Kyrburg (1614–1655)                  | Kaiser Ferdinand III. (1608–1657) ⚭ 1631 Maria Anna von Spanien (1606–1646)                 | Kurfürst Philipp Wilhelm von der Pfalz (1615–1690) ⚭ 1653 Elisabeth Amalia von Hessen-Darmstadt (1635–1709) | Herzog Georg (1582–1641) ⚭ 1617 Anna Eleonore von Hessen-Darmstadt (1601–1659)                                      | Eduard von der Pfalz (1625–1663) ⚭ 1645 Anna Gonzaga (1616–1684)                                                    |
| Urgroßeltern                        | Kurfürst Johann Georg III. (1647–1691) ⚭ 1666 Anna Sophie von Dänemark und Norwegen (1647–1717)     | Kurfürst Johann Georg III. (1647–1691) ⚭ 1666 Anna Sophie von Dänemark und Norwegen (1647–1717) | Markgraf Christian Ernst von Brandenburg-Bayreuth (1644–1712) ⚭ 1671 Sophie Luise von Württemberg (1642–1702) | Markgraf Christian Ernst von Brandenburg-Bayreuth (1644–1712) ⚭ 1671 Sophie Luise von Württemberg (1642–1702) | Kaiser Leopold I. (1640–1705) ⚭ 1676 Eleonore Magdalene von der Pfalz (1655–1720)           | Kaiser Leopold I. (1640–1705) ⚭ 1676 Eleonore Magdalene von der Pfalz (1655–1720)                           | Herzog Johann Friedrich von Braunschweig-Calenberg (1625–1679) ⚭ 1668 Benedicta Henriette von der Pfalz (1652–1730) | Herzog Johann Friedrich von Braunschweig-Calenberg (1625–1679) ⚭ 1668 Benedicta Henriette von der Pfalz (1652–1730) |
| Großeltern                          | König August II. (1670–1733) ⚭ 1693 Christiane Eberhardine von Brandenburg-Bayreuth (1671–1727)     | König August II. (1670–1733) ⚭ 1693 Christiane Eberhardine von Brandenburg-Bayreuth (1671–1727) | König August II. (1670–1733) ⚭ 1693 Christiane Eberhardine von Brandenburg-Bayreuth (1671–1727)               | König August II. (1670–1733) ⚭ 1693 Christiane Eberhardine von Brandenburg-Bayreuth (1671–1727)               | Kaiser Joseph I. (1678–1711) ⚭ 1699 Wilhelmine Amalie von Braunschweig-Lüneburg (1673–1742) | Kaiser Joseph I. (1678–1711) ⚭ 1699 Wilhelmine Amalie von Braunschweig-Lüneburg (1673–1742)                 | Kaiser Joseph I. (1678–1711) ⚭ 1699 Wilhelmine Amalie von Braunschweig-Lüneburg (1673–1742)                         | Kaiser Joseph I. (1678–1711) ⚭ 1699 Wilhelmine Amalie von Braunschweig-Lüneburg (1673–1742)                         |
| Eltern                              | König August III. (1696–1763) ⚭ 1719 Maria Josepha von Österreich (1699–1757)                       | König August III. (1696–1763) ⚭ 1719 Maria Josepha von Österreich (1699–1757)                   | König August III. (1696–1763) ⚭ 1719 Maria Josepha von Österreich (1699–1757)                                 | König August III. (1696–1763) ⚭ 1719 Maria Josepha von Österreich (1699–1757)                                 | König August III. (1696–1763) ⚭ 1719 Maria Josepha von Österreich (1699–1757)               | König August III. (1696–1763) ⚭ 1719 Maria Josepha von Österreich (1699–1757)                               | König August III. (1696–1763) ⚭ 1719 Maria Josepha von Österreich (1699–1757)                                       | König August III. (1696–1763) ⚭ 1719 Maria Josepha von Österreich (1699–1757)                                       |
| Maria Amalia von Sachsen            | |                                                                                                 | | |                                                                                             | | | |